# 近藤滋
近藤 滋（こんどう しげる、1959年〈昭和34年〉 - ）は、日本の生命科学者。医学博士（京都大学）。世界で最初に生物の縞模様がチューリング・パターンであることを実証。色素細胞の相互作用で縞が変化することも解明した。「日本の研究を考えるガチ議論」サイトを創設し、キリンの斑論争やエッシャーのだまし絵についても造詣が深い。京都大学医化学教室講師、徳島大学教授、理化学研究所チームリーダー、名古屋大学教授、大阪大学大学院生命機能研究科教授、国立遺伝学研究所所長を歴任。日本分子生物学会では第36回年会長や同会理事も務めた。第2回小林賞受賞者。

## 来歴

### 学生時代
1959年、東京都に生まれる。高校時代は『サイエンティフィック・アメリカン』を読んでおり、遺伝子に関する実験も経験した。東京大学に進学し数学方面を目指していたが、解析学を苦手としたため生物方面に転身。1982年3月に東京大学理学部生物化学科を卒業する。
1984年3月に大阪大学医学部医科学修士課程を修了し、同年4月に同大学院医学研究科博士課程に入学。阪大時代から本庶佑の下で研究に取り組んでおり、翌年の1985年4月から京都大学大学院医学研究科博士課程に転入。免疫学に関する研究に取り組む。1988年3月に博士課程を修了し、医学博士の学位を取得。

### 免疫学から反応拡散波の研究へ

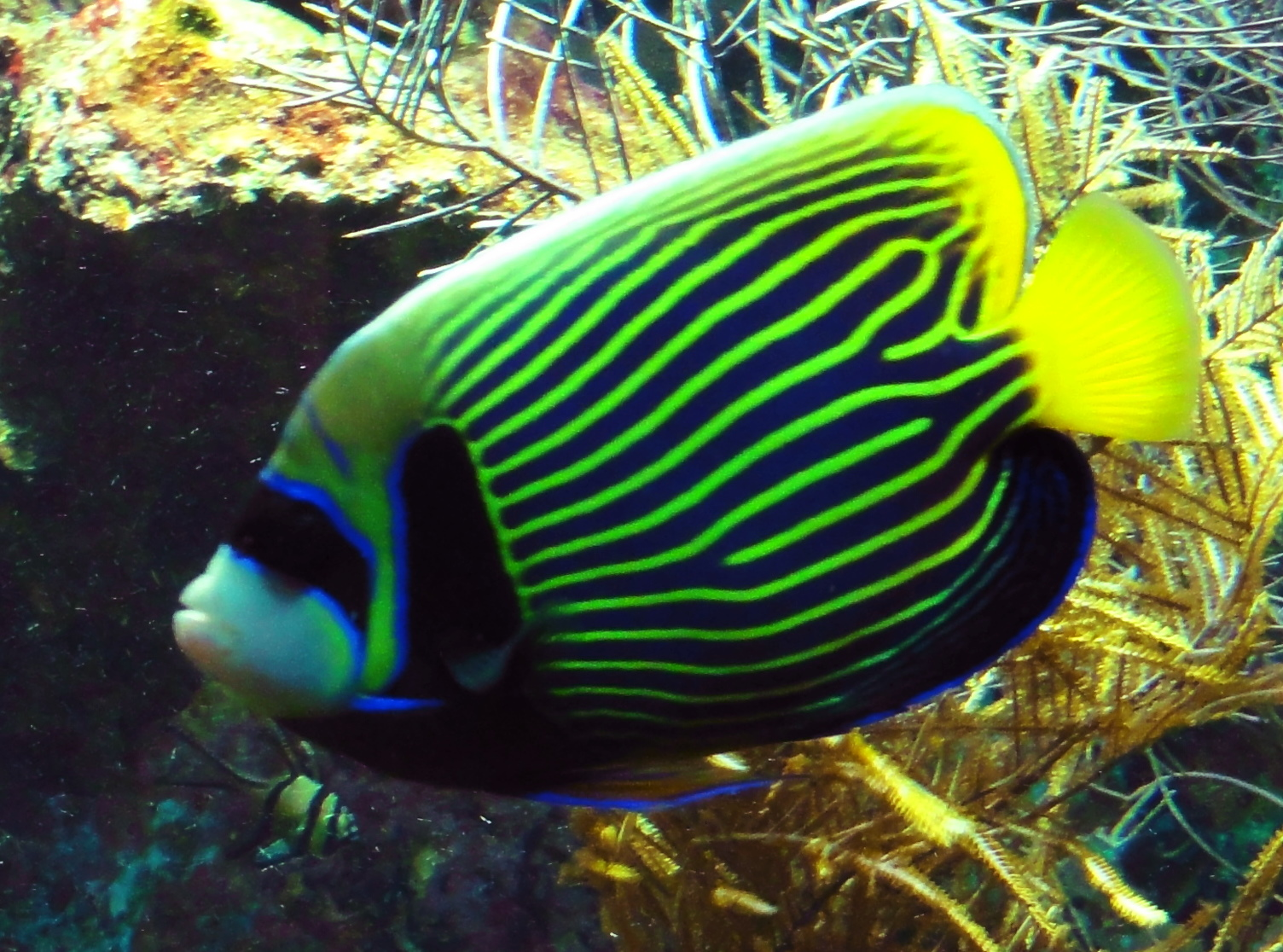
タテジマキンチャクダイ。縞模様のうち2本に分岐している部分は成長に連れて移動し、本数が増えていく。その現象は波として表現できる。

1988年4月から1990年9月まで日本学術振興会特別研究員として、東京大学医学部第一生化学教室に所属。1990年10月からは日本学術振興会海外特別研究員やスイスナショナル基金研究員として、スイスのバーゼル大学バイオセンターにおいて細胞生物学に取り組む。
スイスではヴァルター・ゲーリングに師事。ゲーリングの助言でチューリング理論に詳しいドイツのハンス・マインハルトと出会う。さらに1991年に『ネイチャー』に実際の化学反応として反応拡散波が起こることを示した記事が掲載され、近藤はそれが生物でも起こることを実証しようと決意する。
1993年4月から京都大学遺伝子実験施設の助手に着任。1995年8月からは本庶佑率いる同大学医学部医化学1講座の講師に就任。大学で免疫学の研究をしながら、自宅に水槽を設置してタテジマキンチャクダイを飼育。観察を続けた結果、反応拡散方程式のシミュレーション通りにタテジマキンチャクダイの模様が変化することを確認する。生物の模様にチューリング・パターンがあることを証明した論文は1995年の『ネイチャー』に掲載され、タテジマキンチャクダイの写真がその号の表紙を飾った。

### 徳島大・理研・名古屋大時代
1997年4月、徳島大学総合科学部教授に転任。同年、ベックマン奨励賞を受賞。2002年4月には理化学研究所発生・再生科学総合研究センターに異動し、2005年3月まで位置情報研究チームを率いる。2002年にレロイ・エドワード・フッドが京都賞を受賞した際には、本庶佑が企画を務めたワークショップで近藤も講演している。
2003年12月には理化学研究所に籍を置いたまま、名古屋大学大学院理学研究科機能調節学講座教授に就任。2003年には特定の遺伝子に異常があるマウスを用い、毛の模様が波のように変化することを明らかにする。また、東京大学の武田洋幸とゼブラフィッシュを用いた分節時計に関する共同研究も実施。時計細胞の同調性を細胞や遺伝子レベルの分析やシミュレーションで検証し、分節時計の作動原理が結合振動系であることを解明。論文は2006年の『ネイチャー』に掲載された。

### 大阪大学時代

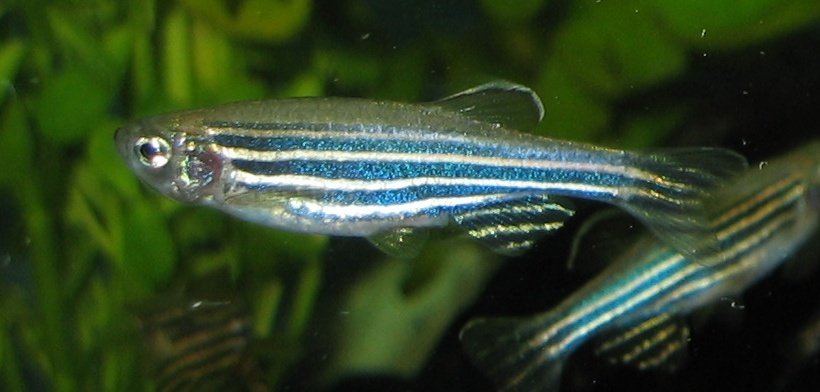
近藤はゼブラフィッシュを対象とし、色素細胞の相互作用で模様ができることを解明。研究室では大量のゼブラフィッシュが飼育されていた。

2009年8月、近藤は大阪大学大学院生命機能研究科教授に就任し、パターン形成研究室を率いる。ゼブラフィッシュにおいて黄色と黒色の色素細胞が相互反応して模様が変化することを解明し、2012年の『サイエンス』に論文が掲載される。同年、科学技術政策研究所（NISTEP）の「科学技術への顕著な貢献2012」（ナイスステップな研究者）に選出される。一方で2010年度から反応拡散波が骨の形態形成にも影響していないか研究を始めている。
学会活動では日本分子生物学会の2013年年会（第36回）の年会長を務め（#人物や#ガチ議論も参照）。2014年度からは同学会の理事に就任。一方2013年には『波紋と螺旋とフィボナッチ』が出版され、2014年にはビートたけしと『新潮45』で対談。2015年にはテレビ番組「所さんの目がテン」に出演している。校務では2016-2017年度に大阪大学大学院生命機能研究科の第8代目研究科長を務めている。

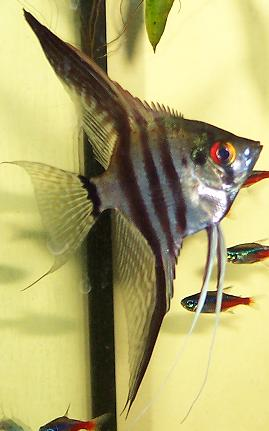
ゼブラフィッシュは体が小さいため、骨の形成の研究に近藤はエンゼルフィッシュも用いた。

研究では動物の形態形成について分子レベルの研究を進め、骨の形成に潜むチューリング・パターンに挑む。2015年から2019年は新学術領域研究として「3D MORPHOLOGIC 生物の3D形態を構築するロジック」の領域代表を、2019年からは基盤研究A「細胞が材料を組み立てて体を「建築」する仕組みの解明」の研究代表者を務める。また、東洋紡バイオ財団の研究助成では選考委員長を務めている。
2024年12月1日、大学共同利用機関法人 情報・システム研究機構 国立遺伝学研究所の所長に就任。近藤は2024年度で大阪大学を退職予定で、2025年1月17日に最終講義「好きな科学をするための、勇気と覚悟とたのしさについて」が予定されている。

## 特記事項

### 人物
趣味は熱帯魚、ヨット、ダイビング。山口智子のファン。漫画やアニメ、ゲームの話題を交えて話をするのが得意と自負している。1990年代後半に国立遺伝学研究所でレクチャーをした際、数式を板書し終わった時に聴衆が皆寝てしまっていたことにショックを受け、伝え方を工夫するようになったという。マウリッツ・エッシャーのだまし絵についても精通しており、『日経サイエンス』2018年8月号のエッシャー特集では近藤の記事が掲載された。
研究室サイトにおけるブログに加え（節「#生命科学の明日はどっちだ!?」参照）、Twitterで学会の模様を実況したり、研究者向けの議論サイトを開設する（節「#ガチ議論」参照）など、インターネットを活用している。2013年の日本分子生物学会では年会長を務め、Nature編集部や複数の文科省職員、マスメディアも招いた研究倫理のシンポジウムを3日間に渡り開催し、研究室のボスに発言しにくい研究者界隈の現状を憂い、山中伸弥や大隅良典といった大物研究者の写真に落書きをするコーナーも設けているなど、ユニークな取り組みを展開した。

### 本庶佑との関係

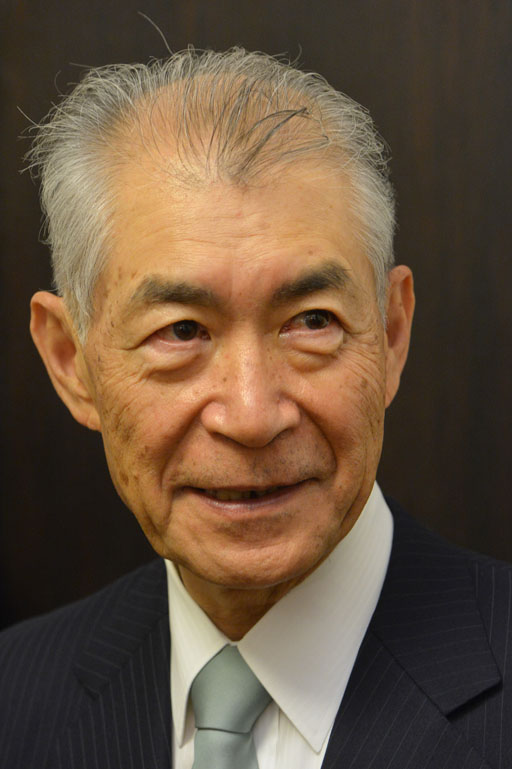
近藤は恩師かつ上司であった本庶佑との関係を、「ちょっと複雑な、しかし、悪くない関係」と呼んでいる。

修士課程、博士課程と近藤は本庶佑の研究室で過ごしており、「自分は一流であるから一流の研究ができる」はずということを当たり前に感じる場だったという。また、スイス留学中に本庶から「戻ってきて免疫の研究をやってほしい」と声を掛けられ、帰国している。京都大学講師だった時には、自宅でチューリング・パターンを実証するためにタテジマキンチャクダイの飼育と観察をしていたこと、およびその成果を日本分子生物学会でポスター発表することを近藤は本庶に黙っていた。ポスター発表が発覚して本庶の部屋に呼び出された際に近藤は「趣味」と言い訳したが、とても怖かったと述懐している。
後年「免疫をやると言うから呼び寄せたのにもかかわらず、魚なんぞにうつつを抜かし……」と事あるごとに言われながらも、タテジマキンチャクダイが表紙を飾ったネイチャーは医化学教室に長年飾られ、2002年に本庶が企画を務めたワークショップでは近藤も招待講演に呼ばれている。近藤が日本分子生物学会年会で大物研究者の顔写真に落書きをする企画をした際には、最初に本庶に許可を取りに行って快諾されており、そのおかげもあってほかの研究者への依頼もスムーズに進んだという。

### 生命科学の明日はどっちだ!?
学研メディカル秀潤社が発刊していた『細胞工学』に、2011年から連載記事「こんどうしげるの生命科学の明日はどっちだ!?」を連載。2013年に同社から出版された近藤の単著『波紋と螺旋とフィボナッチ ― 数理の眼鏡でみえてくる生命の形の神秘 ―』（ISBN 978-4780908695）は、この連載が元になっている。なお、連載は2016年3月の同誌最終号まで続いた。
近藤は大阪大学の近藤の研究室（パターン形成研究室）のサイトにも「生命科学の明日はどっちだ」と題してブログを公開しており、『細胞工学』における「生命科学でインディ・ジョーンズしよう（前編、後編）」といった記事は、ブログにも掲載されている。本庶佑が2018年のノーベル生理学・医学賞を受賞した際には、本庶とのエピソードが新聞に取り上げられた。また、当時の天皇に謁見したエピソードなど、いくつかの記事は講談社のサイト「gendai ismedia」にも転載されている。

### ガチ議論
年会長を務めた2013年の日本分子生物学会第36回年会の企画として、「日本の科学を考えるガチ議論」というサイトを設立。近藤は2017年3月まで代表者を務め、同年4月以降は宮川剛が代表を務める。これは日本分子生物学会とは直接の関係はなく、年会以後はScience Talksのサポートで運営されており、2019年現在は「【帰ってきた】ガチ議論」というサイト名になっている。
2013年に近藤は「捏造問題にもっと怒りを」というトピックを作成。このサイトは通称「ガチ議論サイト」と呼ばれており、研究不正についての疑義が多数寄せられ、『ネイチャー』の記者も参考にしたという（11jigenや匿名Aによる論文大量不正疑義事件も参照）。また、2015年には文部科学省の政策「選択と集中」について、同省の官僚にインタビューを実施。同省の官僚も本サイトに出入りしていると言われる。

### キリンの斑論争

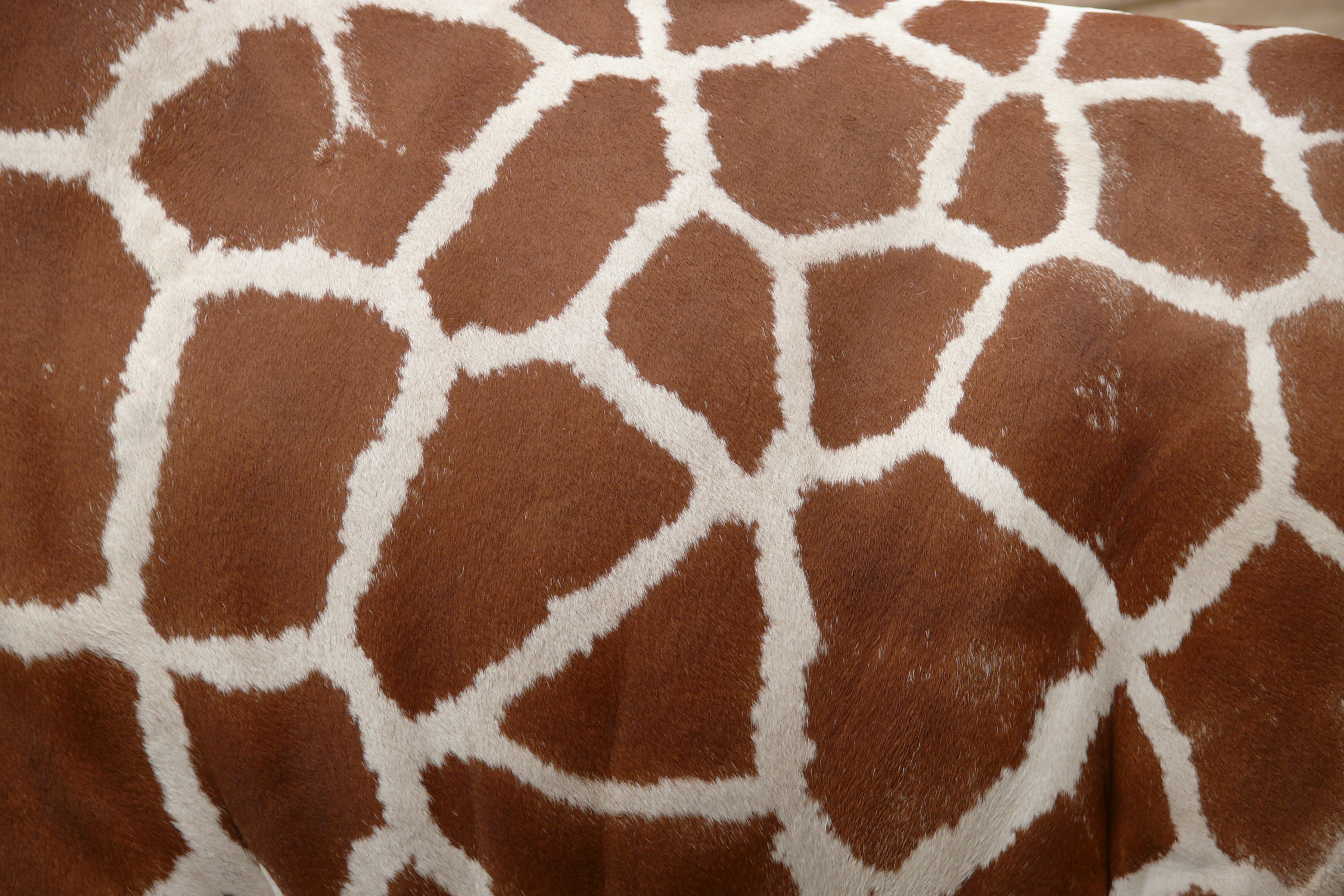
キリンの斑（まだら）模様はチューリング・パターン。

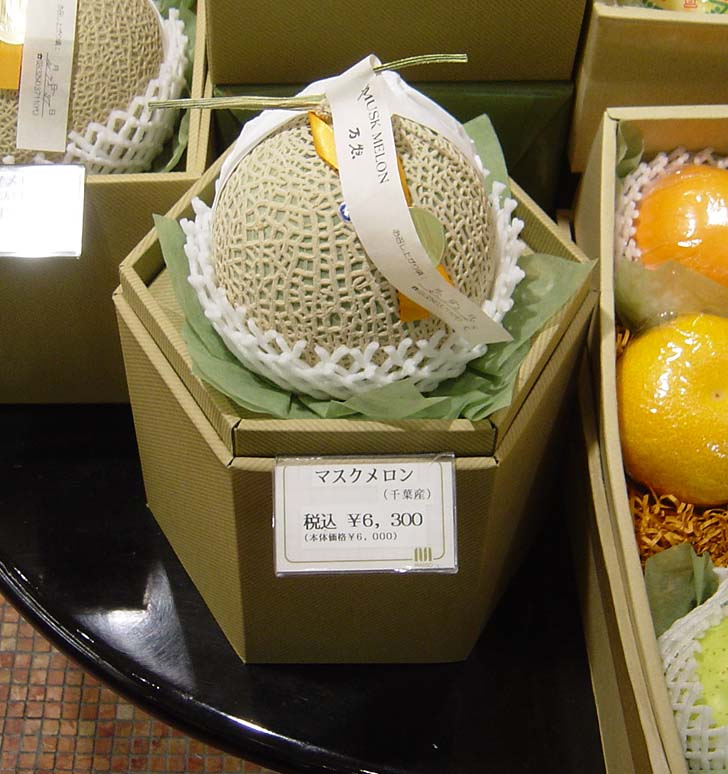
マスクメロンの表面は「平田模様」。

昭和初期に物理学者である平田森三は濡れた地面が乾燥してひび割れる時にできる模様に着目。キリンの模様もこれと同じではないかと雑誌『科学』に寄稿した。これは生物学者の反発を生み、「キリンの斑論争」として紛糾した。この騒動は平田の師である寺田寅彦により鎮静化した。
平成に入ってから1996年の『科学』で物理学者の佐々真一がチューリング・パターンであることに言及。翌年の1997年に同誌上で近藤はチューリング・パターンや反応拡散波について解説を加えるとともに、マスクメロンの模様が平田の指摘するひび割れの模様そのものであると補足した。2014年に岩波書店から出版された『キリンの斑論争と寺田寅彦』には、平田や寺田の記事とともに近藤の記事も掲載されている。

## 主な受賞歴
- 1997年 - ベックマン奨励賞[23]
- 2012年 - 科学技術への顕著な貢献 2012（ナイスステップな研究者）研究部門（科学技術政策研究所）[23][注 5]
- 2020年 - 第2回小林賞（小林財団）[24][注 6]

## 著書

### 単著
- 『波紋と螺旋とフィボナッチ ― 数理の眼鏡でみえてくる生命の形の神秘 ―』学研メディカル秀潤社、2013年9月、ISBN 978-4780908695。
  - 文庫版 - 『波紋と螺旋とフィボナッチ』KADOKAWA〈角川ソフィア文庫〉、2019年3月、ISBN 978-4044004590。
- 『いきもののカタチ ― 多彩なデザインを創り出すシンプルな法則 ―』学研プラス、2021年10月、ISBN 978-4054067615。
- 『エッシャー完全解読 ― なぜ不可能が可能に見えるのか ―』みすず書房、2024年12月、ISBN 978-4622097310。

### 共著・編著
- 北野宏明、近藤滋、黒田真也、金子邦彦『システムバイオロジー』浅島誠、黒岩常祥、小原雄治 編、岩波書店〈現代生物科学入門 第8巻〉、2010年1月、ISBN 978-4000069687。
- NHK「サイエンスZERO」取材班、近藤滋、笹井芳樹 編著『細胞「私」をつくる60兆個の力』NHK出版〈NHKサイエンスZERO〉、2011年、ISBN 978-4140815144。

### 分担執筆
- 「キリンの斑論争と現代の分子発生学」『キリンの斑論争と寺田寅彦』松下貢 編 岩波書店〈岩波科学ライブラリー220〉、2014年1月、ISBN 978-4000296205。
- 「生物の形態形成と反応拡散系」『動物学の百科事典』日本動物学会 編、丸善出版、2018年、ISBN 978-4621303092。坂下美咲との共著。
- 『動物の体色がわかる図鑑』秋山豊子 監修、グラフィック社、2022年7月、ISBN 978-4766136272。

## その他著作

### 連載記事
- 「こんどうしげるの生命科学の明日はどっちだ!?」『細胞工学』第30巻第5号、2011年[12] - 第35巻第3号、2016年[69]、ISSN 0287-3796。
- 「フィボナッチの呪いを祓う」『みすず』第64巻第6号、2022年7月[77] - 第65巻第2号、2023年3月[78]

### 解説記事
- 「エンゼルフィッシュの縞模様の研究 - 研究を楽しむということ」『実験医学』第15巻第1号、1997年1月、81-84頁。
- 「動物の皮膚に存在する化学反応の波 ― 形態形成の謎を解くチューリングの波 ―」『生物物理』第37巻第2号、1997年4月、78-80頁。
- 「キリンの斑論争と現代の分子生物学」『科学』第67巻第11号、岩波書店、1997年11月、821-825頁。
- 「振動現象による空間的な周期性（繰り返し構造）の形成」『細胞工学』第22巻第12号、2003年、1331-1336頁。
- 「創発夏の学校《講義1》生物のパターン形成と振動現象」『計測と制御』第43巻第8号、2004年8月、594-598頁。
- 「発生における位置情報形成の原理」『蛋白質核酸酵素』第50巻第6号、2005年、791-797頁、CRID 1521699230107888768。
- 「話題提供「生物学における理論の有用性」」『数理解析研究所講究録』第1698巻、2010年7月、152-161頁、CRID 1050001202301781632、二階堂愛と共同文責。
- 「キリンをシマシマに変える話」『日本香粧品学会誌』第42巻第3号、2018年、157-161頁。
- 「特集 形態形成の統合的理解 Ⅰ.形態の要素をつくるしくみ パターン形成から3D形態形成の理解へ」『生体の科学』第73巻第4号、2022年、300-304頁。

（座談会）
- 「遺伝子仕掛けか? タンパク仕掛けか? ― 概日時計の仕組みとリズム発振 ―」『細胞工学』第30巻第12号、2011年、1244-1247頁、NAID 40019125038。（近藤孝男、影山龍一との座談会[79]）

### 一般向け記事
- 「チューリングの卵 生物の模様の秘密」『生命誌』第3巻第11号、1995年、JT生命誌研究館。
- “難しいことはわからんが再現実験を支持する、という一般市民の方へ”. 日本分子生物学会. (2014年7月7日) 2019年9月22日閲覧。[注 7]
- 「2次元と3次元を旅する自然界のエッシャーたち」『日経サイエンス』2018年8月号。
- “生命科学者、天皇陛下に一本取られる 陛下の夕食会に参加して”. ブルーバックス. 講談社. (2018年4月29日) 2019年9月22日閲覧。
- “「研究費をばらまけ」と言ってはいけない本当の理由”. ブルーバックス. 講談社. (2018年10月17日) 2019年9月22日閲覧。
- “奄美の海底にミステリーサークル出現！ 生命科学者が「謎」を解く 図面もなしで美しい模様を描く秘密”. ブルーバックス. 講談社(2018年10月14日) 2019年9月22日閲覧。

（対談・対話）
- 『生物のかたちと数理 : 近藤滋氏との対話 平成12年度教育改善推進費(学長裁量経費)研究報告 別冊自然学・人間学の教育の体系化 今西錦司生誕百年記念事業』加藤和人、横山俊夫 編、京都大学霊長類研究所、2001年3月、NCID BA56722488。
- 「達人対談 シマウマにはなぜ縞があるのか? シマ模様の達人 近藤滋 大阪大学大学院 生命機能研究科教授vs.ビートたけし」『新潮45』第33巻第6号、2014年6月、276-287頁、NAID 40020058704。
- 「総長と若手研究者の対話 「模様」と「まばたき」の不思議 生命システムの謎にせまる」『大阪大学 News Letter』2014年12月、3-6頁。（Web版. 2019年9月26日閲覧。）

## 研究業績

### 学位論文
- 『IL-2受容体の構造と機能に関する研究』京都大学〈博士論文（甲第3965号）〉、1988年3月23日、NAID 500000035849。

### 代表的な論文
- Kondo, S. and Asai, R. (1995).“A reaction-diffusion wave on the skin of the marine angelfish Pomacanthus”. Nature 376: 765-768. doi:10.1038/376765a0
- Horikawa, K. Ishimatsu, K. Yoshimoto, E. Kondo S. and Takeda H. (2006).“Noise-resistant and synchronized oscillation of the segmentation clock”. Nature 441: 719-723. doi:10.1038/nature04861
- Yamaguchi, M., Yoshimoto, E. and Kondo, S. (2007).“Pattern regulation in the stripe of zebrafish suggests an underlying dynamic and autonomous mechanism”. PNAS 104(12):4790-4793. doi:10.1073/pnas.0607790104
- Inaba, M., Yamanaka, H. and Kondo, S. (2012).“Pigment pattern formation by contact-dependent depolarization”. Science 335(6069):677. doi:10.1126/science.1212821
- Aramaki, T., Kondo, S. (2018).“Method for disarranging the pigment pattern of zebrafish by optogenetics”. Developmental Biology. doi:10.1016/j.ydbio.2018.12.019

### 競争的資金
（科研費 領域代表者）
- 2015-2019年度 - 新学術領域研究(研究領域提案型)「生物の3D形態を構築するロジック」

（科研費 研究代表者）
- 1995-1996年度 - 奨励研究A「培養細胞を用いた、免疫グロブリン遺伝子のクラススイッチの分子機構に関する研究」
- 1996-1998年度 - 萌芽的研究「熱帯魚の皮膚に縞を作るメカニズム(反応拡散波)の分子的実体を遺伝学的手法で解明する」
- 1996年度 - 国際学術研究「抗体のクラススイッチの分子機構解明に関する共同研究」
- 1998-2000年度 - 基盤研究B「動物の体に位置情報を作り出すメカニズムの研究」
- 2000-2001年度 - 萌芽的研究「プレコストムスを用いた皮膚のパターン形成因子の探索」
- 2000-2004年度 - 特定領域研究「分節パターンを決定する反応拡散波-数理モデルを用いたアプローチ-」
- 2004-2008年度 - 学術創成研究費「生体パターン形成原理の実験的ならびに数理解析的解明」
- 2005-2009年度 - 特定領域研究「動物の皮膚模様形成原理の分子レベルでの全容解明」
- 2010-2012年度 - 基盤研究B「動物皮膚模様の人為的な再構成技術の確立」
- 2010年度 - 挑戦的萌芽研究「骨の形態形成にチューリング波が関与している可能性」
- 2010-2014年度 - 新学術領域研究「到達距離が異なる複数の相互作用が生み出すマクロな構造」
- 2015-2019年度 - 新学術領域研究(研究領域提案型)「生物の3D形態を構築するロジック」
- 2015-2019年度 - 新学術領域研究(研究領域提案型)「細胞シートから3次元の分岐構造を作る原理の解明」
- 2015-2019年度 - 新学術領域研究(研究領域提案型)「3D形態ロジックの国際共同研究を加速するバーチャル研究所」
- 2019-2021年度 - 挑戦的研究(萌芽)「イセエビ幼生が平面構造から3D形態へ変化する原理の解明」
- 2019-2021年度 - 基盤研究(A)「細胞が材料を組み立てて体を「建築」する仕組みの解明」
- 2020-2024年度 - 研究種目学術変革領域研究(A)「コラーゲン針状結晶の組み立てによる魚類ヒレの形成研究代表者」

（科研費 研究分担者）
- 1994-1996年度 - 国際学術研究「細胞間接触を介するBリンパ球プログラム死および分化の制御についての研究」代表：鍔田武志
- 1994-1996年度 - 一般研究A「クラススイッチ遺伝子再構成の分子機構」代表：本庶佑
- 1995-1996年度 - 国際学術研究「ヒト免疫グロブリンV_H遺伝子群の構成と進化」代表：松田文彦
- 2000-2004年度 - 特定領域研究「モデル多細胞生物発生の遺伝子システムの全体像解明と計算機モデル化」代表：小原雄治
- 2000-2001年度 - 基盤研究B「ゼブラフィッシュのストライプパターン形成の分子機構」代表：川上浩一
- 2020-2024年度 - 学術変革領域研究(A)「形態形成の原理の解明と工学への展開」代表：井上康博

（科学技術振興機構（JST）戦略的創造研究推進事業CREST）
- 2012-2017年度「動物の形態形成の分子メカニズムの探求と形を操る技術の創出」研究代表者
（領域 - 『生命動態の理解と制御のための基盤技術の創出』、領域代表 - 山本雅）[80][81]

## 出演
- ガリレオX「シマシマの謎 動物の模様を“数学”で解く?」（BSフジ、2012年10月14日）[82]
- 所さんの目がテン!「生き物の模様の不思議」（日本テレビ、2015年5月3日）[52]
- ヒューマニエンス～40億年のたくらみ～]「“数字” 世界の秘密を読み解くチカラ」（NHK BSプレミアム、2022年11月15日）[83]